# Österängen (hästsportanläggning)

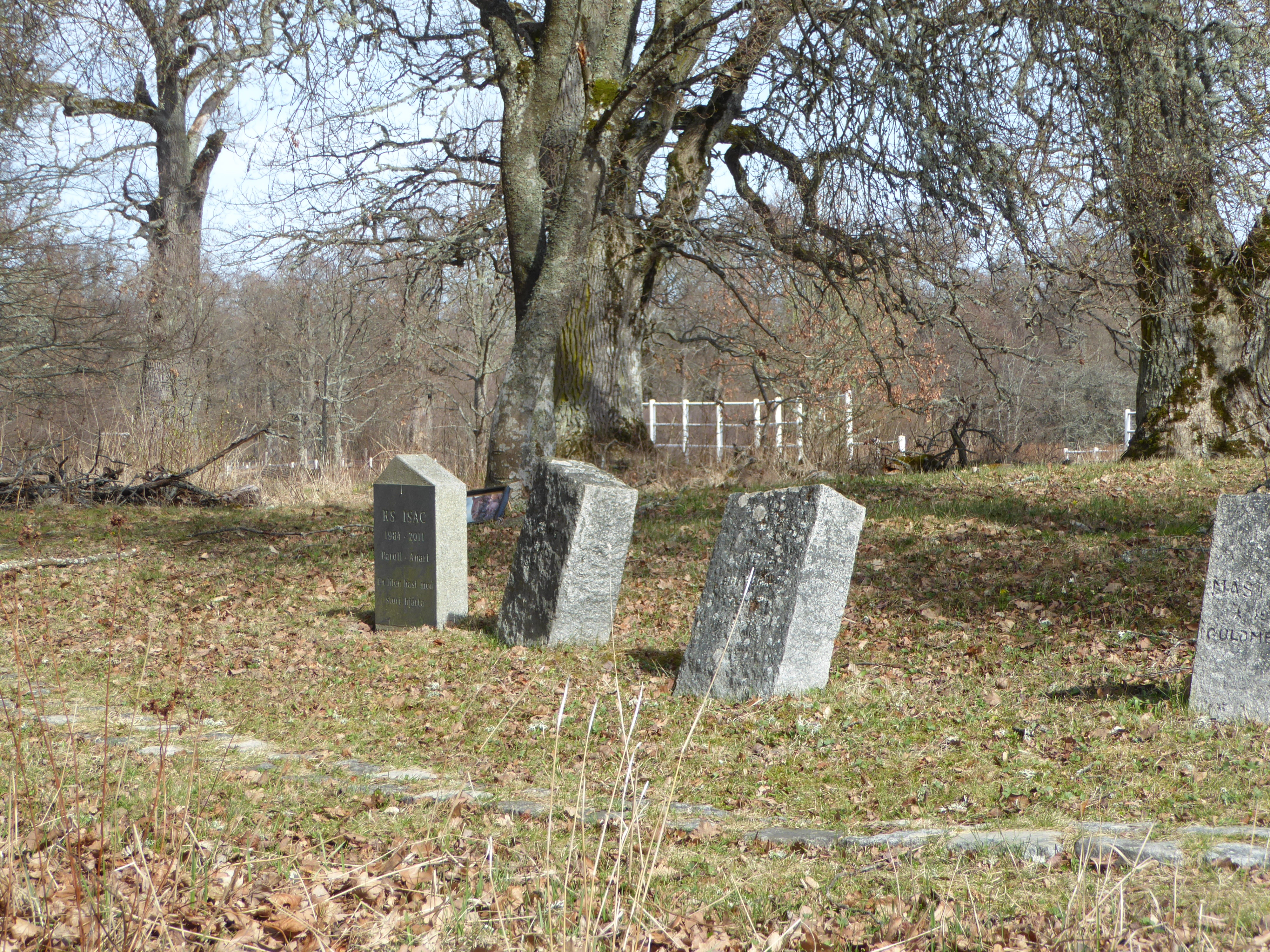
Hästkyrkogården.

Österängen är en hästsportanläggning och galoppbana i Strömsholmsområdet strax öster om Strömsholms slott.
Varje år i juni anordnas här galopptävlingen Svenskt Grand National.

## Hästkyrkogården
I området  finns en begravningsplats för hästar. Där är ett dussintal framstående hästar begravda; hästar som deltagit i exempelvis olympiader. Den äldsta graven är från 1925 och den yngsta från år 2011. Begravningsplatsen är ej längre i bruk. 